# Орреага
Орреага, Ронсесвальєс (баск. Orreaga, ісп. Roncesvalles, офіційна назва Orreaga/Roncesvalles) — муніципалітет в Іспанії, у складі автономної спільноти Наварра. Населення — 30 осіб (2009).
Муніципалітет розташований на відстані близько 350 км на північний схід від Мадрида, 33 км на північний схід від Памплони.

## Демографія
Динаміка населення (INE ):

## Галерея зображень

Розташування муніципалітету